# 細菌性膣炎
細菌性膣炎（さいきんせいちつえん、英語: bacterial vaginosis）とは、膣の自浄作用の低下により、特定の病原微生物ではない細菌が誘引となる女性器の症状。非特異性膣炎ともいい、また、膣炎の症状をさほど伴わないさらに奥への感染につながるものも含めて細菌性膣症とも呼ぶ。

## 原因
本来、女性の膣は生息するデーデルライン桿菌の作用で粘液が酸性に保たれ、他の悪玉菌の繁殖を防いでいる。しかし、体調の悪化や生理周期・妊娠等によるホルモンバランスの変化でこの自浄作用が低下するとレンサ球菌や大腸菌、ブドウ球菌などの細菌が通常以上に増殖して下記のような各症状起こす。細菌性膣炎は、カンジダ膣炎と並んで広く女性に多い性器の常在菌感染症である。

## 症状
- アミン臭（魚臭帯下、魚介類が腐敗した臭い）の帯下
- 痒み・発赤を伴うこともあるが、さほど顕著ではなく無自覚のまま感染しているケースも多い。

### 流産・早産との関連
膣で増殖している細菌が上行して子宮頚管炎、絨毛膜羊膜炎などを起こすと、流産や早産の原因となる場合がある。

## 治療
- クロラムフェニコールなどの抗菌薬の服用
- 膣坐薬の挿入
- 抗生物質入りの軟膏の塗布
- 抗生物質の服用
- 膣洗浄

発症時に膣内で増殖した菌を洗い流して症状を鎮めるのには有効であるが、日常から過剰に膣内を洗浄していると、善玉菌まで洗い流してしまい、逆に感染症発生の原因になる可能性がある。